# Tifariti
Tifariti é uma vila do Saara Ocidental. Para o Marrocos, trata-se de um município rural da província de Smara. Situa-se entre esta antiga cidade, que foi a capital espiritual do Saara e do xeque Ma El Aïnin (130 km) e a cidade argelina de Tindouf (290 km). Em 2011, tonou-se a capital temporária da República Árabe Saaraui Democrática, substituindo Bir Lehlou. A capital proclamada, El Aiune, permanece sob controle marroquino.
Tifariti era uma cidade de 7 000 habitantes em 1975; todos estes a abandonaram em 1976 devido à guerra. A cidade foi então usada como base militar para ambas as partes adversárias em diferentes estágios da Guerra de 1976-1991. Atualmente está em ruínas.